# Girardinus
Girardinus es un género de peces actinopeterigios de agua dulce, distribuidos de forma endémica por ríos y aguas estancadas de la isla de Cuba.  El nombre de este género hace honor al zoólogo francés Charles Frédéric Girard (1822-1895) por sus trabajos sobre los peces de agua dulce de Norteamérica.

## Especies
Existen siete especies reconocidas en este género:
- Girardinus creolus Garman, 1895
- Girardinus cubensis (Eigenmann, 1903)
- Girardinus denticulatus Garman, 1895
- Girardinus falcatus (Eigenmann, 1903)
- Girardinus metallicus Poey, 1854
- Girardinus microdactylus Rivas, 1944
- Girardinus uninotatus Poey, 1860